# Casaletto Spartano
Casaletto Spartano é uma comuna italiana da região da Campania, província de Salerno, com cerca de 1.680 habitantes. Estende-se por uma área de 70 km², tendo uma densidade populacional de 24 hab/km². Faz fronteira com Casalbuono, Caselle in Pittari, Lagonegro (PZ), Morigerati, Rivello (PZ), Sanza, Torraca, Tortorella, Vibonati.

## Demografia
| Variação demográfica do município entre 1861 e 2011                               |
|                                                                                   |
| Fonte: Istituto Nazionale di Statistica (ISTAT) - Elaboração gráfica da Wikipedia |